# 四六判
四六判（しろくばん）は、紙の寸法のひとつ。原紙の大きさは、788 mm×1091 mm。書籍の寸法としてはこの原紙を32分の1に裁断した130 mm×188 mmの大きさの物を指す。これは新書判（103 mm×182 mm）やB6判（128 mm×182 mm）より大きくA5判（148 mm×210 mm、文庫判の倍）より小さい。
紙の原紙にはこのほか菊判、A判、B判などがあるが、印刷業界では通常この四六判を基準にして紙の厚さを表記することがある。『文字組版入門』（モリサワ編、日本エディタースクール）では、仕上がり寸法を127 mm×188 mm、130 mm×188 mmとしており、出版社によって、寸法が違うので実際に出版社が印刷所に仕事を出す場合、印刷所が仕事を請け負う場合は、寸法を確認する必要がある。

## 概要
明治時代にイギリスから輸入した「クラウン判」が大八つ判と呼ばれ、それから4寸×6寸のページが32面取れるので明治後半頃から大八つ判から四六判と呼ばれるようになったとされる。